# 急诊科

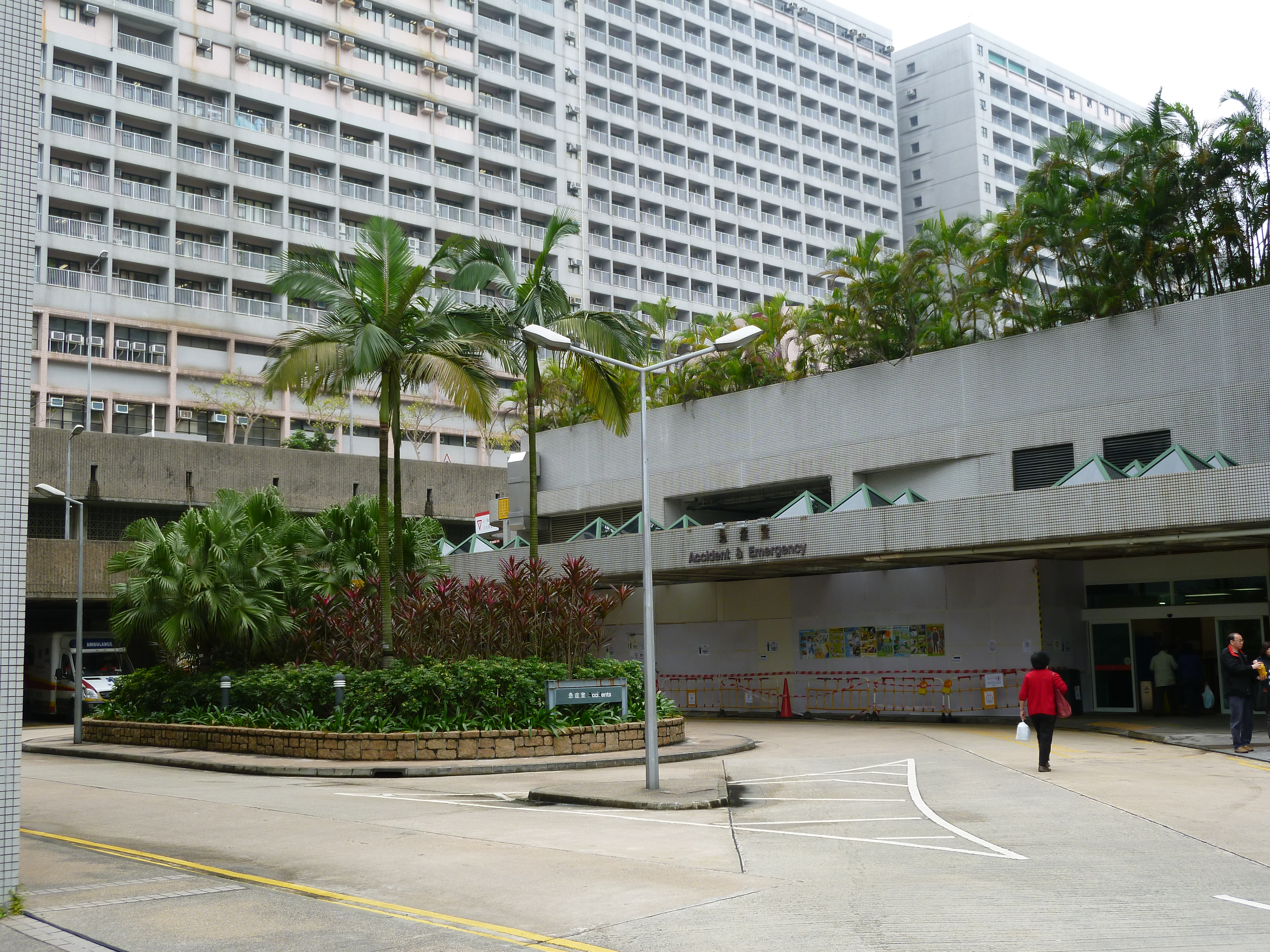
香港東區醫院急症室

急诊科（ED）或急诊部、急诊室（emergency room，ER）、急症室、抢救室、急诊，是医院内从事急诊医学的科室或部门，或对急症病人进行抢救、观察和处置的医疗区域。依国家、地域、规模等而有许多异名，并且不是每間醫院都有提供急診服務。在英国及香港，英文常稱為accident and emergency department（A&E）。
急診科主要目的是搶先救治緊急危重的患者，免去門診的排隊時間。相對於有預約的門診部，使用急诊室的病人，他們的求診需要多數是突發的，例如交通事故、中風、孕婦早產等。
急诊室所處理的個案應該是以病情緊急，會迅速惡化甚至危及性命的優先。有些急诊室因此設有有負責「分流」的醫護人員。所有的求診者進入急诊室，都首先到分流站、预检台報到，由把關的醫護人員進行檢傷分類，以評估眾患者的病情及先後次序，例如臨危的先救，普通感冒等輕微病症的必須要排隊輪候一段較長時間。

## 以此為藍本的電視劇
- 仁心仁術
- 急诊室 (电视剧)
- 救命病棟24小時
- 急診男女
- 急診科故事
- 跳躍生命線
- 白色強人
- On Call 36小時
- 妙手仁心
- 空中急診英雄
- TOKYO MER～行動急診科～

## 外部参考
- 在長假期，濫用急症室現象
- ED visits (US) （页面存档备份，存于）
- ED wait times (Canada)
- Group dedicated to improving A&E departments in East Kent (UK)
- Overuse of Emergency Departments Among Insured Californians(US)